# Блейк, Тим
Тим Блейк (род. 6 февраля 1952) — британский клавишник, вокалист и композитор, более всего известный как участник групп Gong и Hawkwind, также выпустивший несколько сольных дисков.

## Биография
Работа в качестве звукорежиссёра летом 1969 года, Блейк дал группе музыкантов свой первый шанс сыграть вместе на концерте в All Saints Hall в Лондоне. Так появился Hawkwind…
Также он познакомился с Дэвидом Алленом во время работы над его сольным альбомом. Тот пригласил его в Gong, но Блейк присоединился к ним в сентябре 1972 года. Он принимал участие в записи трилогии Radio Gnome Invisible, но после выхода альбома You он ушёл из группы.
В 1977 году вышел его первый сольный альбом Crystal Machine, в который вошли студийные и концертные записи. В 1977 году вышел альбом Blake's New Jerusalem, основная тема которого взята из поэмы Уильяма Блейка «Иерусалим».
В 1979 году Блейк присоединился к группе Hawkwind и записывает с ними альбом Levitation, однако он уходит ещё до выхода альбома.
В 1991 году он записывает свой третий сольный альбом Magick, а в 2000 — The Tide of the Century.
С 2007 года Блейк — постоянный участник Hawkwind.

## Дискография
- Crystal Machine (Egg 1977)
- Blake's New Jerusalem (Egg 1978)
- Magick (Voiceprint 1991)
- The Tide of the Century (Blueprint 2000)
- Caldea Music II (Synergy 2002)